# Dáin
Ne doit pas être confondu avec Dain.
Dain (v. isl. Dáinn) est un nain de la mythologie nordique qui est cité dans une des strophes de la Voluspa lorsque la voyante, qui prononce son monologue, en arrive à énumérer les nains habitant dans la terre. Cette énumération est introduite par les vers suivants :
| "Toutes les puissances divines allèrent Sur les chaires du destin, Les Dieux très saints, Et là ils examinèrent Qui créerait Les races des nains Du sang de Brimir Et des membres de Blain. Maintes formes humaines Ils firent là, Des nains dans la terre, Comme le dit Durinn (en)." |

## Homonymie
Dain est également le nom de l'un des quatre cerfs qui courent dans les branches du frêne Yggdrasil et se nourrissent de son feuillage.

## Sources
- Voluspa
- Snorri Sturluson, L'Edda : Récits de mythologie nordique, trad., intr. et notes François-Xavier Dillmann, Paris, Gallimard, cop. 1991. 231 p. L'Aube des peuples.  (ISBN 2-07-072114-0).